# Sleedoornhaakpalpmot
De sleedoornhaakpalpmot (Gelechia scotinella) is een vlinder uit de familie tastermotten (Gelechiidae). De wetenschappelijke naam is voor het eerst geldig gepubliceerd in 1854 door Herrich-Schäffer.
De soort komt voor in Europa.